# Khalid Al-Rashidi
Khalid Mohammad Aaidh Al-Rashidi, meglio noto solo come Khalid Al-Rashidi (in arabo خالد الرشيدي‎?; 20 aprile 1987), è un calciatore kuwaitiano, portiere dell'Al-Qadisiya e della Nazionale kuwaitiana.

## Carriera

### Club
Cresciuto nelle file dell'Al-Tadamon, nel 2005 è passato in prima squadra. Nel 2008 si è trasferito in Slovacchia, al Tatran Prešov. Nel 2010, dopo aver militato nelle file dell'Al Salibikhaet, si è trasferito all'Al-Arabi. Il 30 gennaio 2013 è stato ufficializzato il suo trasferimento in Inghilterra, al Nottingham Forest. Dopo un anno in Inghilterra e nessun incontro ufficiale disputato, il 15 gennaio 2014 ha lasciato il Nottingham Forest. Nello stesso anno è tornato in patria, all'Al-Salmiya. Nel 2018 si è trasferito all'Al-Qadisiya.

### Nazionale
Nel 2005 ha partecipato, con la Nazionale olimpica, ai Giochi del Sud-est asiatico 2005. Ha debuttato in Nazionale maggiore l'11 agosto 2010, nell'amichevole Azerbaigian-Kuwait (1-1). Ha partecipato, con la selezione kuwaitiana, alla Coppa d'Asia 2011, alla Coppa d'Asia 2015, al Campionato WAFF 2010 ed ai Giochi panarabi 2011. È sceso in campo, inoltre, nelle qualificazioni ai Mondiali 2022 e 2026, nelle qualificazioni alla Coppa araba FIFA 2021 e nelle qualificazioni alla Coppa d'Asia 2023.

## Statistiche

### Cronologia presenze e reti in nazionale
Statistiche aggiornate al 24 novembre 2024.

| Cronologia completa delle presenze e delle reti in nazionale ― Kuwait | Cronologia completa delle presenze e delle reti in nazionale ― Kuwait | Cronologia completa delle presenze e delle reti in nazionale ― Kuwait | Cronologia completa delle presenze e delle reti in nazionale ― Kuwait | Cronologia completa delle presenze e delle reti in nazionale ― Kuwait | Cronologia completa delle presenze e delle reti in nazionale ― Kuwait | Cronologia completa delle presenze e delle reti in nazionale ― Kuwait | Cronologia completa delle presenze e delle reti in nazionale ― Kuwait |
| Data                                                                  | Città                                                                 | In casa                                                               | Risultato                                                             | Ospiti                                                                | Competizione                                                          | Reti                                                                  | Note                                                                  |
| --------------------------------------------------------------------- | --------------------------------------------------------------------- | --------------------------------------------------------------------- | --------------------------------------------------------------------- | --------------------------------------------------------------------- | --------------------------------------------------------------------- | --------------------------------------------------------------------- | --------------------------------------------------------------------- |
| 11-8-2010                                                             | Baku                                                                  | Azerbaigian                                                           | 1 – 1                                                                 | Kuwait                                                                | Amichevole                                                            | -1                                                                    |                                                                       |
| 26-9-2010                                                             | Amman                                                                 | Kuwait                                                                | 2 – 1                                                                 | Siria                                                                 | Campionato WAFF 2010 - Gironi                                         | -1                                                                    |                                                                       |
| 28-9-2010                                                             | Amman                                                                 | Giordania                                                             | 2 – 2                                                                 | Kuwait                                                                | Campionato WAFF 2010 - Gironi                                         | -2                                                                    |                                                                       |
| 1-10-2010                                                             | Amman                                                                 | Kuwait                                                                | 1 – 1 (4 - 3 dtr)                                                     | Yemen                                                                 | Campionato WAFF 2010 - Semifinali                                     | -1                                                                    |                                                                       |
| 3-10-2010                                                             | Amman                                                                 | Iran                                                                  | 1 – 2                                                                 | Kuwait                                                                | Campionato WAFF 2010 - Finale                                         | -1                                                                    |                                                                       |
| 16-7-2011                                                             | Amman                                                                 | Kuwait                                                                | 1 – 0                                                                 | Arabia Saudita                                                        | Amichevole                                                            | -                                                                     |                                                                       |
| 10-8-2011                                                             | Kuwait City                                                           | Kuwait                                                                | 0 – 0                                                                 | Corea del Nord                                                        | Amichevole                                                            | -                                                                     |                                                                       |
| 14-12-2011                                                            | Al-Rayyan                                                             | Oman                                                                  | 0 – 2                                                                 | Kuwait                                                                | Giochi panarabi 2011 - Gironi                                         | -                                                                     |                                                                       |
| 17-12-2011                                                            | Doha                                                                  | Arabia Saudita                                                        | 0 – 2                                                                 | Kuwait                                                                | Giochi panarabi 2011 - Gironi                                         | -                                                                     |                                                                       |
| 20-12-2011                                                            | Doha                                                                  | Kuwait                                                                | 0 – 2                                                                 | Giordania                                                             | Giochi panarabi 2011 - Semifinali                                     | -1                                                                    | 119’                                                                  |
| 17-1-2012                                                             | Kuwait City                                                           | Kuwait                                                                | 1 – 0                                                                 | Uzbekistan                                                            | Amichevole                                                            | -                                                                     |                                                                       |
| 17-2-2012                                                             | Changsha                                                              | Corea del Nord                                                        | 1 – 1                                                                 | Kuwait                                                                | Amichevole                                                            | -1                                                                    |                                                                       |
| 8-6-2012                                                              | Manama                                                                | Bahrein                                                               | 1 – 1                                                                 | Kuwait                                                                | Amichevole                                                            | -1                                                                    | 46’                                                                   |
| 7-9-2012                                                              | Tashkent                                                              | Uzbekistan                                                            | 3 – 0                                                                 | Kuwait                                                                | Amichevole                                                            | -3                                                                    |                                                                       |
| 11-9-2012                                                             | Dubai                                                                 | Emirati Arabi Uniti                                                   | 3 – 0                                                                 | Kuwait                                                                | Amichevole                                                            | -3                                                                    |                                                                       |
| 11-10-2012                                                            | Mascate                                                               | Kuwait                                                                | 1 – 1                                                                 | Siria                                                                 | Amichevole                                                            | -1                                                                    |                                                                       |
| 14-11-2012                                                            | Kuwait City                                                           | Kuwait                                                                | 1 – 1                                                                 | Bahrein                                                               | Amichevole                                                            | -1                                                                    |                                                                       |
| 6-6-2013                                                              | Győr                                                                  | Ungheria                                                              | 1 – 0                                                                 | Kuwait                                                                | Amichevole                                                            | -1                                                                    |                                                                       |
| 9-10-2013                                                             | Amman                                                                 | Giordania                                                             | 1 – 1                                                                 | Kuwait                                                                | Amichevole                                                            | -1                                                                    | 46’                                                                   |
| 22-12-2014                                                            | Sharjah                                                               | Iraq                                                                  | 1 – 1                                                                 | Kuwait                                                                | Amichevole                                                            | -1                                                                    | 46’                                                                   |
| 5-6-2015                                                              | Istanbul                                                              | Giordania                                                             | 2 – 2                                                                 | Kuwait                                                                | Amichevole                                                            | -2                                                                    | 46’                                                                   |
| 10-9-2018                                                             | Al-Farwaniyya                                                         | Kuwait                                                                | 2 – 2                                                                 | Iraq                                                                  | Amichevole                                                            | -2                                                                    |                                                                       |
| 11-10-2018                                                            | Kuwait City                                                           | Kuwait                                                                | 1 – 0                                                                 | Libano                                                                | Amichevole                                                            | -                                                                     | 46’                                                                   |
| 25-3-2021                                                             | Riyadh                                                                | Arabia Saudita                                                        | 1 – 0                                                                 | Kuwait                                                                | Amichevole                                                            | -1                                                                    |                                                                       |
| 11-6-2021                                                             | Kuwait City                                                           | Kuwait                                                                | 0 – 0                                                                 | Giordania                                                             | Qual. Mondiali 2022                                                   | -                                                                     |                                                                       |
| 25-6-2021                                                             | Doha                                                                  | Bahrein                                                               | 2 – 0                                                                 | Kuwait                                                                | Qual. Coppa araba FIFA 2021                                           | -2                                                                    |                                                                       |
| 4-9-2021                                                              | Zenica                                                                | Bosnia ed Erzegovina                                                  | 1 – 0                                                                 | Kuwait                                                                | Amichevole                                                            | -1                                                                    | 72’                                                                   |
| 11-11-2021                                                            | Olomouc                                                               | Rep. Ceca                                                             | 7 – 0                                                                 | Kuwait                                                                | Amichevole                                                            | -7                                                                    |                                                                       |
| 15-11-2021                                                            | Vilnius                                                               | Lituania                                                              | 1 – 1                                                                 | Kuwait                                                                | Amichevole                                                            | -1                                                                    | 85’                                                                   |
| 1-6-2022                                                              | Abu Dhabi                                                             | Kuwait                                                                | 2 – 0                                                                 | Singapore                                                             | Amichevole                                                            | -                                                                     | 46’                                                                   |
| 11-6-2022                                                             | Kuwait City                                                           | Kuwait                                                                | 4 – 1                                                                 | Nepal                                                                 | Qual. Coppa d'Asia 2023                                               | -1                                                                    |                                                                       |
| 14-6-2022                                                             | Kuwait City                                                           | Kuwait                                                                | 0 – 3                                                                 | Giordania                                                             | Qual. Coppa d'Asia 2023                                               | -3                                                                    |                                                                       |
| 14-11-2024                                                            | Kuwait City                                                           | Kuwait                                                                | 1 – 3                                                                 | Corea del Sud                                                         | Qual. Mondiali 2026                                                   | -3                                                                    |                                                                       |
| Totale                                                                |                                                                       | Presenze                                                              | 33                                                                    |                                                                       | Reti                                                                  | -43                                                                   |                                                                       |

## Palmarès

### Club

#### Competizioni nazionali
- Coppa del Principe della Corona del Kuwait: 3

Al-Arabi: 2011-2012
Al-Salmiya: 2015-2016
Al Qadisiya: 2017-2018
- Supercoppa di Kuwait: 3

Al Arabi: 2012
Al Qadisiya: 2018, 2019
- Coppa dell'Emiro del Kuwait: 1

Al Qadisiya: 2023-2024
- Coppa della Federazione calcistica del Kuwait: 2

Al Qadisiya: 2018-2019, 2022-2023

### Nazionale
- Campionato WAFF: 1

2010

### Individuale
- Miglior portiere della Kuwait Premier League: 1

2015-2016